# 阚冠卿
阚冠卿（1916年—1997年8月2日），男，北京人，中华人民共和国结核病防治专家，曾任北京市政协副主席。